# Lucius Annius Vinicianus
Lucius Annius Vinicianus († 42 n. Chr.) war ein römischer Senator des 1. Jahrhunderts n. Chr. 
Vinicianus war der Sohn des Annius Pollio, der vermutlich Konsular war. Im Jahr 32 n. Chr. wurde er nach dem Sturz des Prätorianerpräfekten Lucius Aelius Seianus zusammen mit seinem Vater und anderen Senatoren wie Gaius Appius Iunius Silanus, Mamercus Aemilius Scaurus und Gaius Calvisius Sabinus wegen maiestas (Hochverrat) angeklagt. Kaiser Tiberius verschob die Verfahren gegen Vinicianus, Pollio und Scaurus, wodurch sie einer sofortigen Bestrafung entgingen.
Am 24. Mai 38 wurde Vinicianus in das Kollegium der Fratres Arvales aufgenommen. Wohl im Jahr 40 amtierte er als Suffektkonsul. Im Jahr darauf war Vinicianus zusammen mit seinem Onkel Marcus Vinicius in die erfolgreiche Verschwörung des Prätorianertribuns Cassius Chaerea zur Ermordung Caligulas verwickelt. Nach dem Attentat galt Vinicianus als möglicher Nachfolger Caligulas und opponierte gegen Decimus Valerius Asiaticus, der ebenfalls die Nachfolge anstrebte. Die Diskussion über die Nachfolge endete, als der Senat informiert wurde, dass die Prätorianergarde Caligulas Onkel Claudius zum neuen Kaiser ausgerufen hatte.
Vinicianus’ oppositionelle Haltung setzte sich fort, als er im Jahr 42 die Rebellion des Lucius Arruntius Camillus Scribonianus in Dalmatia gegen Claudius unterstützte. Nach dem Scheitern dieses Aufstands nahm sich Vinicianus das Leben.